# Masdevallia reichenbachiana
Masdevallia reichenbachiana är en orkidéart som beskrevs av Endres och Heinrich Gustav Reichenbach. Masdevallia reichenbachiana ingår i släktet Masdevallia och familjen orkidéer.
Artens utbredningsområde är Costa Rica. Inga underarter finns listade i Catalogue of Life.